# آبی‌ترین چشم
آبی‌ترین چشم (انگلیسی: The Bluest Eye) نخستین رمان از تونی موریسون است که در سال ۱۹۷۰ منتشر شد. وقایع داستان در لورین، اوهایو (زادگاه نویسنده) اتفاق می‌افتد و ماجرای یک دختر جوان آمریکایی-آفریقایی‌تبار به نام «پکولا» است که در دوران پس از رکود بزرگ رشد کرده‌است. داستان در سال ۱۹۴۱ اتفاق می‌افتد و حول محور این موضوع می‌چرخد که چگونه این دختر را به دلیل پوست تیره‌ای که دارد، زشت می‌شمارند و در نتیجه، عقدهٔ حقارتی در او پدید می‌آید.
این رمان از دیدگاه «کلودیا مک‌تیر» — دختر والدین رضاعی «پکولا» — در مراحل مختلف زندگی روایت می‌شود؛ ضمن اینکه، یک شیوه روایت سوم‌شخص «دانای کل» نیز وجود دارد که دربرگیرندهٔ روایت‌های درونی در قالب اول‌شخص است. موضوعات بحث‌انگیز کتاب در زمینهٔ مواردی همچون نژادپرستی، زنا با محارم و سوءاستفاده جنسی از کودکان منجر به تلاش‌های متعدد برای ممنوعیت این رمان در مدارس و کتابخانه‌های ایالات متحده گردید. که در مجموع، از ۱۹۹۰ تا ۱۹۹۹ سی‌ و چهارمین کتاب ممنوعه، از ۲۰۰۰ تا ۲۰۰۹ پانزدهمین کتاب ممنوعه و در نهایت از ۲۰۱۰ تا ۲۰۱۹ به عنوان دهمین کتاب ممنوعه در فهرست مجموعه کتاب‌های ممنوعه ایالات متحده قرار گرفت.
این رمان در اولین انتشار خود کمترین توجه منتقدان را به خود جلب کرد. با همهٔ این احوال، در بسیاری از فهرست‌های مطالعهٔ دانشگاهی و به ویژه بخش مطالعات سیاه‌پوستان قرار گرفت که کمک به شناخت بیشتر آن نمود. اولین نشانهٔ موفقیت عمدهٔ این اثر مرتبط با یک نقد مثبت در نیویورک تایمز به سال ۱۹۷۰ بود. اثر «موریسون» همچنین به دلیل فاصله گرفتن از وضعیت جاری رمان‌های معمول در آن دوره و تمرکز بر مخاطبان گسترده‌تر و توجه بر خرده فرهنگ سیاه‌پوستان در دهه ۱۹۴۰ — برخلاف فرهنگ نظامی غالب آن دوره — مورد بررسی مثبت قرار گرفت. روبی دی منتقد آفریقایی-آمریکایی نوشته؛ تونی موریسون به واقع، داستانی ننوشته بلکه مجموعه‌ای از برداشت‌های دقیق و دردناک را توصیف کرده‌است. فارغ از بحث‌های پیرامون موضوع آبی‌ترین چشم، «موریسون» در نهایت برای کمک‌ها و دیدگاه متفاوت به ادبیات آفریقایی-آمریکایی، درست ۲۰ سال پس از نخستین انتشار این کتاب و در سال ۱۹۹۳ موفق به دریافت جایزه نوبل ادبیات شد.